# Прапор Хрустального

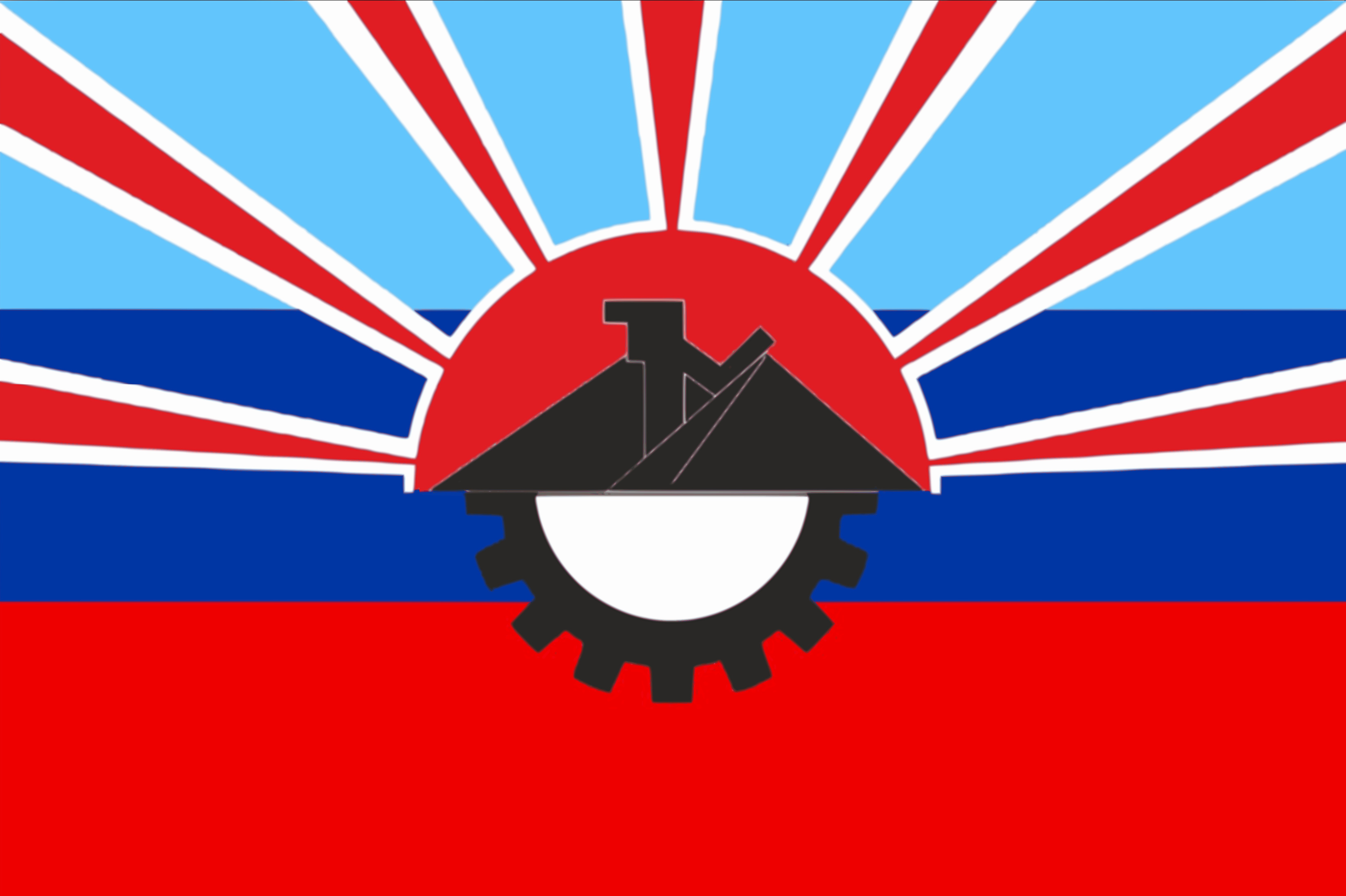
Стяг від окупантів

Прапор Хрустального — один з офіційних символів міста Хрустальний. Затверджений 21 квітня 2004 р. рішенням сесії міської ради.

## Опис
Прямокутне полотнище із співвідношенням сторін 2:3 складається з двох рівновеликих горизонтальних смуг блакитного і жовтого кольорів. На блакитний смузі червоне сонце, що сходить з червоними променями, все з білою облямівкою. На тлі сонця два чорних терикони і чорний копр. З верху жовтої смуги виходить нижня половина чорного зубчастого колеса з білою серцевиною.